# Eugène Lagare
Eugène Lagare est un sculpteur français né Marie Vital Fulcran Eugène Lagare le 12 avril 1872 à Lodève et mort le 15 juin 1929 à Montpellier.

## Biographie
Eugène Lagare naît à Lodève le 12 avril 1872. Son père, Justin Lagare, possède une manufacture de draps à Lodève.
Dès le début de sa scolarité à Montpellier, il montre un intérêt pour le dessin. En 1890, Eugène Lagare s'installe à Paris pour y préparer son baccalauréat. Il y côtoie le peintre Pierre Auguste Cot, originaire de Bédarieux et ami de la famille, qui a peint sa sœur Germaine. Il travaille dès cette année dans l'atelier du peintre Diogène Maillart et est ami de son fils Roger, qui deviendra lui-même peintre.
En 1892, à la mort de son père, Eugène Lagare renonce à reprendre l'entreprise familiale. Il reste à Paris pour se consacrer à la peinture et réside au 13, rue Bonaparte. Il suit des cours de dessin et de peinture dans l'atelier de Gustave Moreau, avant de s'orienter vers la sculpture. Il est contraint d'exécuter des travaux décoratifs pour subvenir à ses besoins et pour entretenir sa mère. Vers 1898, à la suite de sa rencontre avec Auguste Rodin, il se consacre entièrement à la sculpture. Il deviendra d'abord son élève, puis Rodin l'emploiera comme praticien. 
Il envoie ses premières œuvres en 1900 au Salon de la Société nationale des beaux-arts dont il devient membre, et où il expose jusqu'en 1916. Il est membre du jury en section sculpture en 1913.
Il est également membre de la Société nouvelle de peintres et de sculpteurs. 
En 1904, il participe à une exposition de groupe à la galerie Barbazanges à Paris, la bande à Schnegg. À partir de 1905, il expose régulièrement à la galerie Georges Petit à Paris, cette galerie étant l’une des plus célèbres de la capitale. En mars de la même année, il expose également au Salon des indépendants. En mars 1907, il est présent à l'exposition d'art français contemporain de Strasbourg (alors rattaché à l'Empire allemand) et en 1908, dans le cadre de la Franco-British Exhibition de Londres.
En 1911, il expose deux œuvres à la Royal Scottish Academy Exhibition d'Édimbourg. Rodin le fait élire comme membre de la Société nouvelle de peintres et de sculpteurs qu'il dirige, et Lagare expose en groupe aux États-Unis, d'abord deux œuvres, Sphinx et Tête de jeune fille, à la galerie d'art Albright-Knox de Buffalo en 1911 puis, l'année suivante, en janvier, au musée des Beaux-Arts de Boston, en plus des deux précédentes, deux nouvelles créations, Biblis et le Buste de Walter S. Schultz. Cette exposition itinérante se retrouve ensuite en février au musée d'Art de Saint-Louis (Missouri).
Une lettre de Rodin adressée à Gustave Geffroy, vraisemblablement écrite vers 1912, indique que Lagare souhaite être recommandé pour que l'État lui achète une œuvre. C'est cette œuvre L'Enfance de Bacchus, qui sera sélectionnée en 1913, pour être exposée à l'Exposition universelle de Gand en Belgique.
Sa dernière adresse connue à Paris est au 9, rue Duguay-Trouin. 
En raison de l'instabilité politique et de ses problèmes de santé, il quitte Paris en 1914 pour rejoindre sa famille dans le Midi. Il est interné à l'hôpital psychiatrique de Font d'Aurelle à Montpellier, où il meurt en 1929.

## Collections publiques
- Paris, musée d'Orsay : Enfance de Bacchus, 1910-1912, groupe en bronze fondu par Claude Valsuani[10].

## Expositions

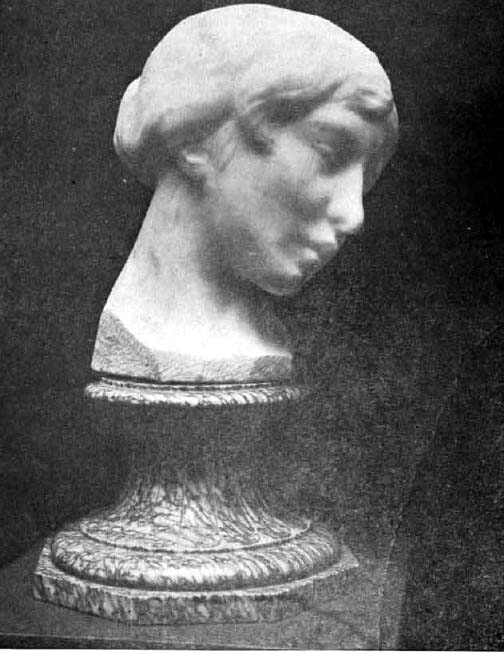
Tête de jeune fille (Salon de 1906), marbre, localisation inconnue.

- Salon de 1902 : Bergère ; Le Potier.
- Salon de 1903 : Buste ; Masque d'homme.
- Salon de 1906 : Femme de mineur, bronze ; La Fin de l'ogre, fragment de cheminée pour salle à manger ; Tête de jeune fille, marbre ; Thaleia, muse de la Comédie.
- Salon de 1907 : Buste de Mme A. R. ; Buste du professeur R. ; Paysanne de Caserte.
- Salon de 1908 : La Destinée humaine, fragment d'un projet de monument[12].
- Salon de 1909 : Homme à cheval, plâtre[13].
- Salon de l'Union artistique de Toulouse de 1909 : Vieux paysan ; Le Chemin de la vie.
- Salon de 1910 : Bacchanale, bronze ; Buste, marbre ; Jeune Grec, plâtre ; Jeunesse, marbre ; L'Amour source de la vie, projet de fontaine en marbre ou en bronze ; Le Sphinx donne au génie humain l'espace du ciel, esquisse pour un moment dédié aux aviateurs.
- Exposition universelle de Gand en 1913 : Enfance de Bacchus[10], bronze, commande de l'État.